# Agnès Chiquet
Agnès Chiquet est une haltérophile française (-63 kg) née le 24 octobre 1984 à Paris.

## Club
Depuis la saison 2010-2011 Agnès Chiquet a rejoint le club de la Française Besançon Haltérophilie (Franche-Comté - Doubs 25).

## Biographie
Dès son plus jeune âge, Agnès Chiquet commence la gymnastique rythmique et sportive et participe ainsi à sa première compétition à l'âge de 6 ans. Elle se porte ensuite sur la gymnastique aérobic puis l'haltérophilie dès 16 ans.
Elle commence à s'entraîner à Aix-en-Provence (Bouches-du-Rhône) avec son frère Martial, puis intègre le Centre régional d'éducation populaire et de sport (CREPS PACA) dès l'année 2000.
Cette même année 2000, d'abord championne de Provence, elle décroche par la suite le titre de championne de France Junior en -63 kg.
Après un début prometteur dans ce sport, elle décide de s'entraîner à une cadence plus élevée. Elle ne s'entraînait jusqu'alors que trois fois par semaine, en plus de ses entraînements de gymnastique aérobic.
En 2002, elle obtient sa première titularisation en équipe de France pour le tournoi (moins de 23 ans) de l'Union européenne en Allemagne (Francfort-sur-l'Oder), dans la catégorie des - 58 kg, où elle se classe 5e.
Elle continue sa progression en décrochant une médaille de bronze aux Championnats d’Europe Junior. Cette même année, Agnès Chiquet est championne de France toutes catégories confondues avec un record de France à l'épaulé jeté (90,500 kg). Encore Junior, elle se classe par ailleurs 3e au Championnat de France Senior.
Après ces performances, Agnès Chiquet intègre le pôle France Elite de l'Institut national du sport, de l'expertise et de la performance l'année 2003. Elle réitère sa performance de l'année passée, 5e au tournoi de l’Union européenne en Espagne et repousse son record de France à l'épaulé jeté (92,500 kg). Elle conserve son titre de France Junior avec un nouveau record de France à l'épaulé jeté (93 kg), puis se surclasse cette année encore chez les seniors et termine 2e au Championnat de France Senior.
Agnès Chiquet rejoint le Pôle France d'Aix-en-Provence en 2004. Elle repousse par deux fois le record de France -63 kg à l’épaulé jeté (95,500 kg puis 97.500 kg). De nouveau championne de France Junior toutes catégories confondues, en -63 kg cette fois, elle participe aux championnats de France Senior avec une 2e place.
Agnès continue son ascension sportive et finit 4e des jeux méditerranéens en 2005. Outre son palmarès international qui s'étoffe dès lors, elle est sélectionnée au tournoi international Monique Maurice où elle décroche l'or .
En 2010, et malgré une saison entachée de blessures, elle maintient son niveau avec le titre de Vice-championne de France Senior -63 kg  et participe au tournoi international Random (2e) et au tournoi international Monique Maurice (2e) tout en s'entraînant en équipe de France.
À ce jour, elle reste titulaire de plusieurs records de France Junior, encore invaincus, notamment 93 kg réalisés à l'épaulé jeté en -58 kg; 105 kg au même mouvement en -63 kg et 177 kg au total.

## Palmarès détaillé et distinctions

### Saison en cours 2014-2015
| Compétition                                | catégorie | Arraché | Epaulé jeté | Total | Place | Lieu et Date                           |
| ------------------------------------------ | --------- | ------- | ----------- | ----- | ----- | -------------------------------------- |
| 2e journée Championnat de France des clubs | -63 kg    | 76      | 100         | 186   | 1re   | Saint-Quentin (Isère, France), 12/2012 |

Agnès Chiquet met un terme à sa carrière internationale avec sa participation aux Jeux Méditerranéens du 23 juin 2013.

### Les temps forts de son parcours
Lundi 16 octobre 2006, et parmi de nombreux artistes et sportifs, la médaille de la Ville d’Aix-en-Provence a été décernée à Agnès Chiquet par Madame le Sénateur Maire Maryse Joissains-Masini.
| Compétition                               | catégorie | Arraché      | Epaulé jeté   | Total            | Lieu                                         |
| ----------------------------------------- | --------- | ------------ | ------------- | ---------------- | -------------------------------------------- |
| Top 10 du Doubs 2012                      | -63 kg    | 79           | 107           | 186(1re)         | Besançon (Doubs, France), le 02/10/2012      |
| Challenge international "210"             | -63 kg    | 82           | 108           | 190(1re)         | Tramelan (Berne, Suisse), le 27/10/2012      |
| Critérium national                        | -63 kg    | 84           | 110           | 194(1re)         | Luxeuil (Haute-Saône, France), le 22/01/2013 |
| Championnats d'Europe                     | -63 kg    | 80           | 106           | 186(7e)          | Tirana, ( Albanie), le 21/03/2013            |
| Jeux méditerranéens                       | -63 kg    | 84           | 103           | 187(4e)          | Mersin, ( Turquie), le 23/06/2013            |
| Finale du championnat de France des clubs | -63 kg    | 84           | 104           | 188 (Hors match) | Comines, (Nord, France), le 05/05/2012       |
| Championnats d'Europe ,                   | -63 kg    | 79(12e)      | 103(7e)       | 182(11e)         | Antalya, ( Turquie), le 12/04/2012           |
| Championnats de France ,                  | -63 kg    | 77           | 100           | 177 (1re)        | Quimper (Finistère, France), le 04/03/2012)  |
| Finale zone Nord-Est                      | -69 kg    | 83           | 105           | 188 (1re)        | Montbéliard (Doubs, France), le 04/02/2012   |
| Championnats d'Europe 2012 ,              | -63 kg    | 79(12e)      | 103(7e)       | 182 (11e)        | Antalya, ( Turquie)                          |
| Championnats d'Europe 2010,               | -58 kg    | 78 kg (7e)   | 103 kg (5e)   | 181 kg (6e)      | Minsk ( Biélorussie)                         |
| Championnats du monde 2009,               | -58 kg    | 83 kg (10e)  | 107,5 kg (9e) | 190 kg (9e)      | Goyang ( Corée du Sud)                       |
| Championnats d'Europe 2009,               | -58 kg    | 82 kg        | 109 kg        | 191 kg (6e)      | Bucarest ( Roumanie)                         |
| Jeux méditerranéens 2009,                 | -58 kg    | 83 kg (5e)   | 106 kg        | 189 kg           | Pescara ( Italie)                            |
| Championnats d'Europe 2008                | -63 kg    | 88 kg        | 115 kg        | 203 kg (10e)     | Ligano ( Italie)                             |
| Championnats du monde 2007,               | -63 kg    | 88 kg (23e)  | 114 kg (16e)  | 202 kg (20e)     | Chiang Mai ( Thaïlande)                      |
| Championnats d'Europe 2007 ,              | -63 kg    | 83 kg        | 114 kg        | 197 kg (11e)     | Strasbourg ( France)                         |
| Championnats du monde 2006,               | -63 kg    | 82 kg        | 112 kg        | 194 kg (20e)     | Santo Domingo, ( République dominicaine)     |
| Tournoi de l'Union Européenne 2006        | -63 kg    | 80 kg        | 108 kg        | 188 kg           | Bischofshofen ( Autriche)                    |
| Championnats du monde 2004                | -58 kg    | 10e          | 9e            | 9e               | .                                            |
| Championnats d'Europe junior 2004         | -58 kg    | 72,5 kg (7e) | 105 kg (5e)   | 177,5 kg (7e)    | Burgas ( Bulgarie)                           |
| Tournoi de l'Union Européenne 2003        | -58 kg    | 65 kg (6e)   | 92,5 kg (4e)  | 157,5 kg (5e)    | Ferrol ( Espagne)                            |
| Championnats d'Europe junior 2002         | -58 kg    | 65 kg (9e)   | 92,5 kg       | 157,5 kg (8e)    | Nuoro ( Italie)                              |
| Tournoi de l'Union Européenne 2002        | -58 kg    | 67,5 kg (5e) | 82,5 kg (5e)  | 150 kg (5e)      | Frankfurt/O. ( Allemagne)                    |

Malgré des performances qui lui auraient permis de figurer à des meilleures places que d'autres athlètes sélectionnés (féminine ou masculin), la fédération française d'haltérophilie choisit de ne pas la retenir dans la sélection nationale,, pour les championnats du monde d'haltérophilie 2011 en France à Disneyland Paris du 5 novembre 2011 au 13 novembre 2011.
À noter également que ses performances (total de 188 kg) lui auraient values de figurer à la 7e place aux Jeux Olympiques de Londres 2012 , et que la plus mauvaise performance de sa carrière internationale lui aurait permis de se placer au 10e rang, place d'ailleurs remarquablement acquise par la seule sélectionnée féminine, Mélanie Noël-Bardis, dans la catégorie des -48 kg.